# Kleinarl

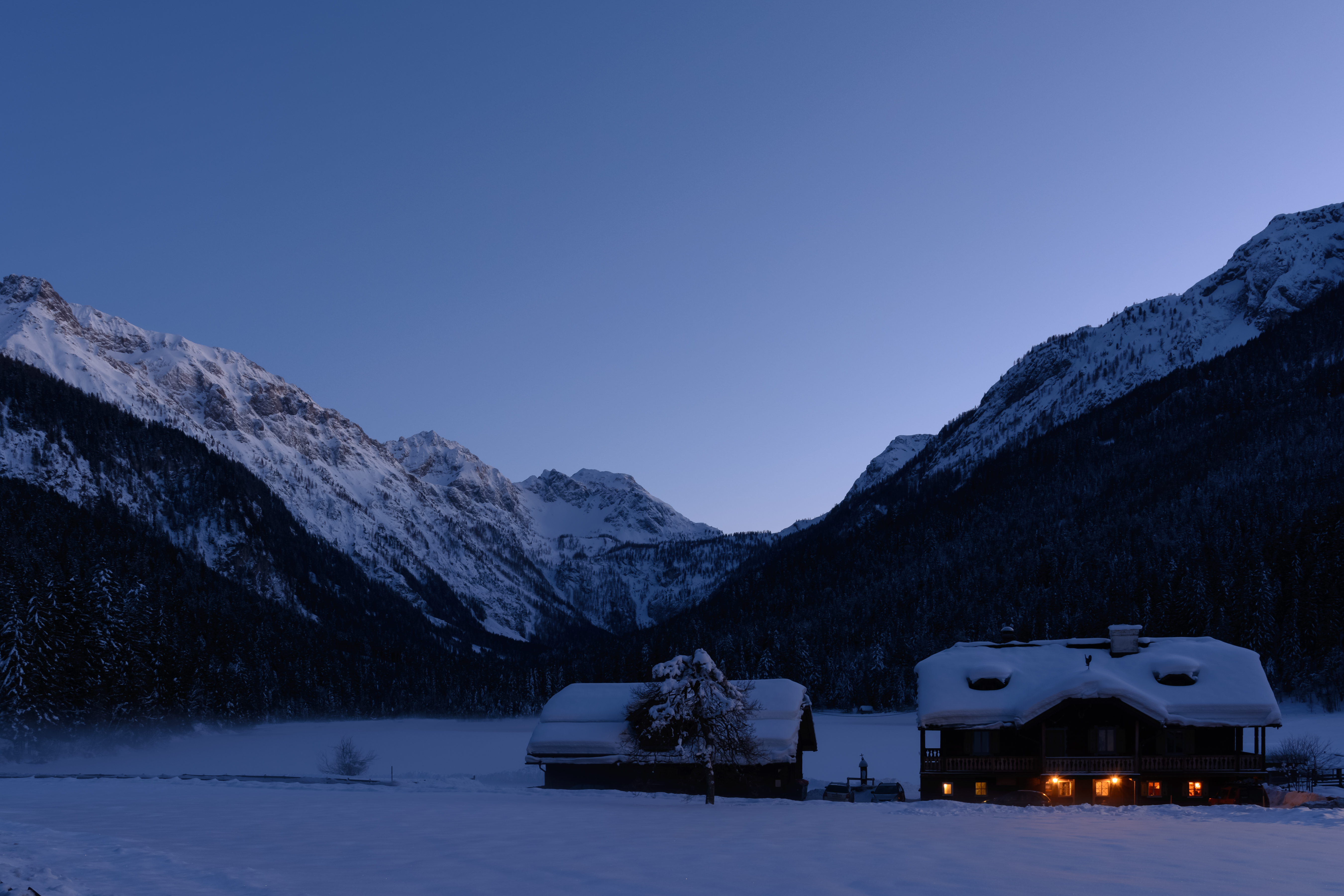
Près du lac Jägersee à Kleinarl. Février 2018.

Kleinarl est une commune autrichienne du district de Sankt Johann im Pongau dans l'État de Salzbourg.